# Річард Лоренс Міллінгтон Сінг
Річард Лоренс Міллінгтон Сінг (англ. Richard Laurence Millington Synge; 28 жовтня 1914, Ліверпуль — 18 серпня 1994, Норвіч) — англійський біохімік, член Лондонського королівського товариства (1950).

## Біографія
Закінчив Кембриджський університет (1936). У 1941-43 працював в Асоціації вовняної промисловості, з 1943 — у Лістеровском інституті профілактичної медицини в Лондону. З 1948 керівник відділу біохімії та хімії білка Роветського дослідного інституту (Баксберн, Абердин). З 1967 — в інституті продуктів харчування в Норіджу.

## Основні роботи
Розробив теоретичні основи методу розподільної хроматографії і ввів його в практику; один із засновників аналітичної хімії білків.

## Нобелівська премія
Нобелівська премія з хімії (1952, спільно з А. Дж. П. Мартіном).

## Твори
- В рос. пер.: Аналітична хімія білків, у збірнику: Хімія білка, М., 1949 (спільно з А. Мартіном).